# César Barquero
César Barquero (ur. 24 czerwca 1986 w Limie) – peruwiański lekkoatleta specjalizujący się w biegach średnich. 
W 2006 zajął 6. miejsce w Mistrzostwach Ibero-Amerykańskich na dystansie 800 metrów. 

## Rekordy życiowe
| Konkurencja   | Rezultat | Data         | Miejsce |
| ------------- | -------- | ------------ | ------- |
| Bieg na 400 m | 48,50    | 3 maja 2003  | Lima    |
| Bieg na 800 m | 1:49,15  | 27 maja 2006 | Ponce   |